# Husören (Tistersöarna)
Husören is een Zweeds eiland behorend tot de Lule-archipel. Het ligt centraal in de eilandengroep Tistersöarna in de archipel. Het heeft geen vaste oeververbinding en heeft alleen in het zuiden bebouwing, waarschijnlijk schuilcabines of zomerwoningen.
Norr-Tistersön · Sör-Tistersön · Västifjärdgrundet · Lill Svartgrundet · Stor Svartgrundet · Fjuksögrundet · Sörön · Husören · Lövören · Storgrundet 
en een aantal zeer kleine zandbanken of riffen.
De Tistersöarna kregen hun naam als vindplaats van tistron (zwarte bessen).